# Симакова, Ангелина Алексеевна
Ангели́на Алексе́евна Симако́ва (ранее Ангелина Владимировна; род. 26 августа 2002 года, Обнинск) — российская гимнастка. Мастер спорта России международного класса. На 31 января 2017 года является членом основного состава сборной команды Российской Федерации по спортивной гимнастике.

## Биография

### 2015
В 2015 году на юниорском первенстве России завоевала золотую медаль в командном многоборье. Также (по программе кандидатов в мастера спорта) была 1-й в личном многоборье, на опорном прыжке и в вольных упражнениях и 2-й на брусьях и на бревне.

### 2016
В 2016 году на юниорском первенстве России опять завоевала золотую медаль в командном многоборье. Также (по программе мастеров спорта) была 4-й в личном многоборье и в опорном прыжке, 5-й на брусьях, 3-й на бревне и 2-й в вольных упражнениях.
На Чемпионате Европы среди юниоров 2016 года завоевала золотую медаль в командном многоборье.

### 2018
Вошла в заявку сборной России на чемпионат мира, который состоится с 25 октября по 3 ноября 2018 года.

### 2019
В марте 2019 года в составе сборной России (Александра Щеколдина, Ангелина Мельникова, Дарья Белоусова, Ангелина Симакова и Ксения Клименко) завоевала командное серебро на Командном кубке вызова (англ. Team Challenge Cup) в Штутгарте.